# سادا
سادا (به اسپانیایی: Sada) یکی از دهستان‌های اسپانیا است.

## خصوصیات
سادا ۲۷٫۶۸ کیلومترمربع مساحت و ۱۲٬۸۶۷ نفر جمعیت دارد.